# Lockheed Martin C-130J Super Hercules
El Lockheed Martin C-130J Super Hercules es un avión de transporte militar propulsado por cuatro motores turbohélice fabricado por la compañía estadounidense Lockheed Martin. El C-130J es una completa actualización del venerado Lockheed C-130 Hercules, con nuevos motores, nueva cabina de vuelo, y otros sistemas. La familia de aviones Hercules ha sido la aeronave militar con una carrera de fabricación continua más longeva de la historia. La familia Hercules ha participado durante más de 50 años de servicio en operaciones militares, civiles y de ayuda humanitaria. El Hercules también ha sobrevivido a varios diseños planeados para su sustitución, los más notables fueron las propuestas para el proyecto Advanced Medium STOL Transport.

## Diseño y desarrollo
|                                                                   |                                                                   |
| C-130H Hercules                                                   | C-130J Super Hercules                                             |
| - Carga útil: 20 000 kg - Vel. máx.: 610 km/h - Alcance: 3 800 km | - Carga útil: 21 770 kg - Vel. máx.: 671 km/h - Alcance: 5 250 km |

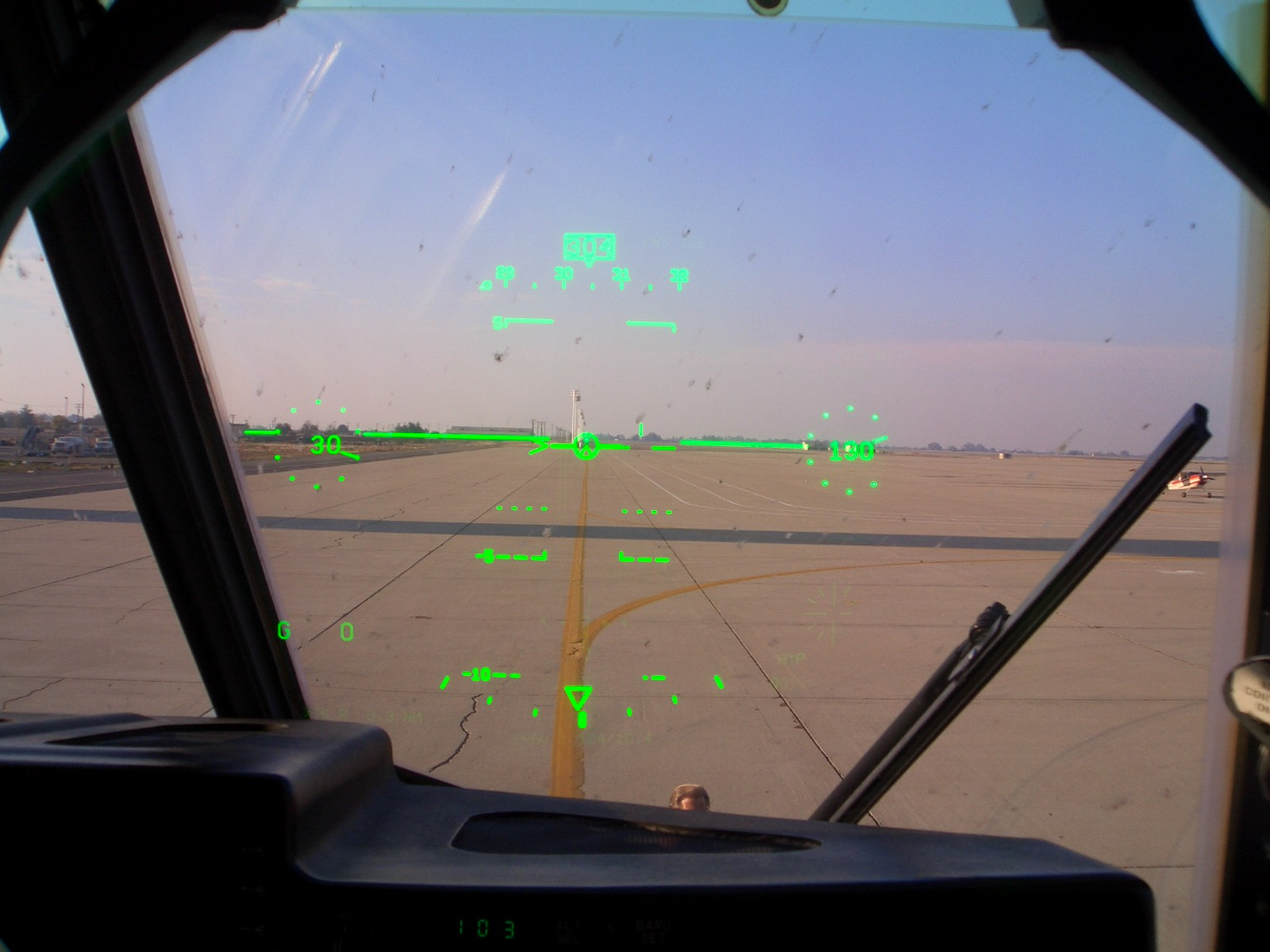
Head-up display (HUD) del copiloto de un C-130J.

El C-130J Super Hercules es la versión más reciente del C-130 Hercules y la única que continúa en producción. Externamente es similar al Hercules clásico en su apariencia general, sin embargo el modelo J es un avión muy diferente. Estas diferencias incluyen nuevos motores turbohélice Rolls-Royce AE 2100 con hélices en cimitarra de material compuesto y 6 palas, aviónica digital y que incluye head-up display (HUD) para cada piloto, y requiere menos tripulación (dos pilotos y un jefe de carga, sin necesidad de navegante ni de ingeniero de vuelo). Estos cambios han mejorado su rendimiento sobre sus antecesores C-130E/H, como el alcance un 40% mayor, la velocidad máxima un 21% mayor, y la distancia de despegue un 41% más corta.
El C-130J está disponible en un largo estándar o en una variante alargada denominada -30. Lockheed Martin recibió el pedido de lanzamiento para la versión J del Hercules por parte de la Royal Air Force, que encargó 25 aviones, y cuyas entregas empezaron en el año 1999 con las designaciones Hercules C4 (C-130J-30) y Hercules C5 (C-130J).
La Fuerza Aérea de los Estados Unidos otorgó un contrato de 470 millones de dólares a Lockheed Martin a mediados de junio de 2008, por seis aviones cisterna KC-130J modificados para ser usados por la Fuerza Aérea y el Mando de Operaciones Especiales. El contrato está enfocado a conseguir variantes del C-130J que vayan reemplazando a las distintas versiones del C-130, por ejemplo es muy posible que se desarrollen versiones del C-130J para sustituir a los antiguos HC-130 como avión de búsqueda y rescate en combate, y MC-130 como avión STOL de operaciones especiales.

### Componentes
Estados Unidos

#### Electrónica
| Sistema                   | País                      | Fabricante | Notas         |
| ------------------------- | ------------------------- | ---------- | ------------- |
| Lenguajes de programación |                           |            | SPARK, Ada    |
| Red de datos              |                           |            | MIL-STD-1553B |
| TAWS (opción)             |                           |            |               |
| ACAS II (opción)          | Bandera de Estados Unidos | Honeywell  | E-TCAS        |
| ACAS II (opción)          | Bandera de Estados Unidos | Honeywell  | MILACAS XR    |

#### Propulsión
| Sistema | País                      | Fabricante             | Notas                                                                            |
| ------- | ------------------------- | ---------------------- | -------------------------------------------------------------------------------- |
| Motor   | Bandera de Estados Unidos | Allison Engine Company | 4 × Rolls-Royce AE 2100D3. Empresa estadounidense vendida a Rolls-Royce Holdings |

## Historia operacional

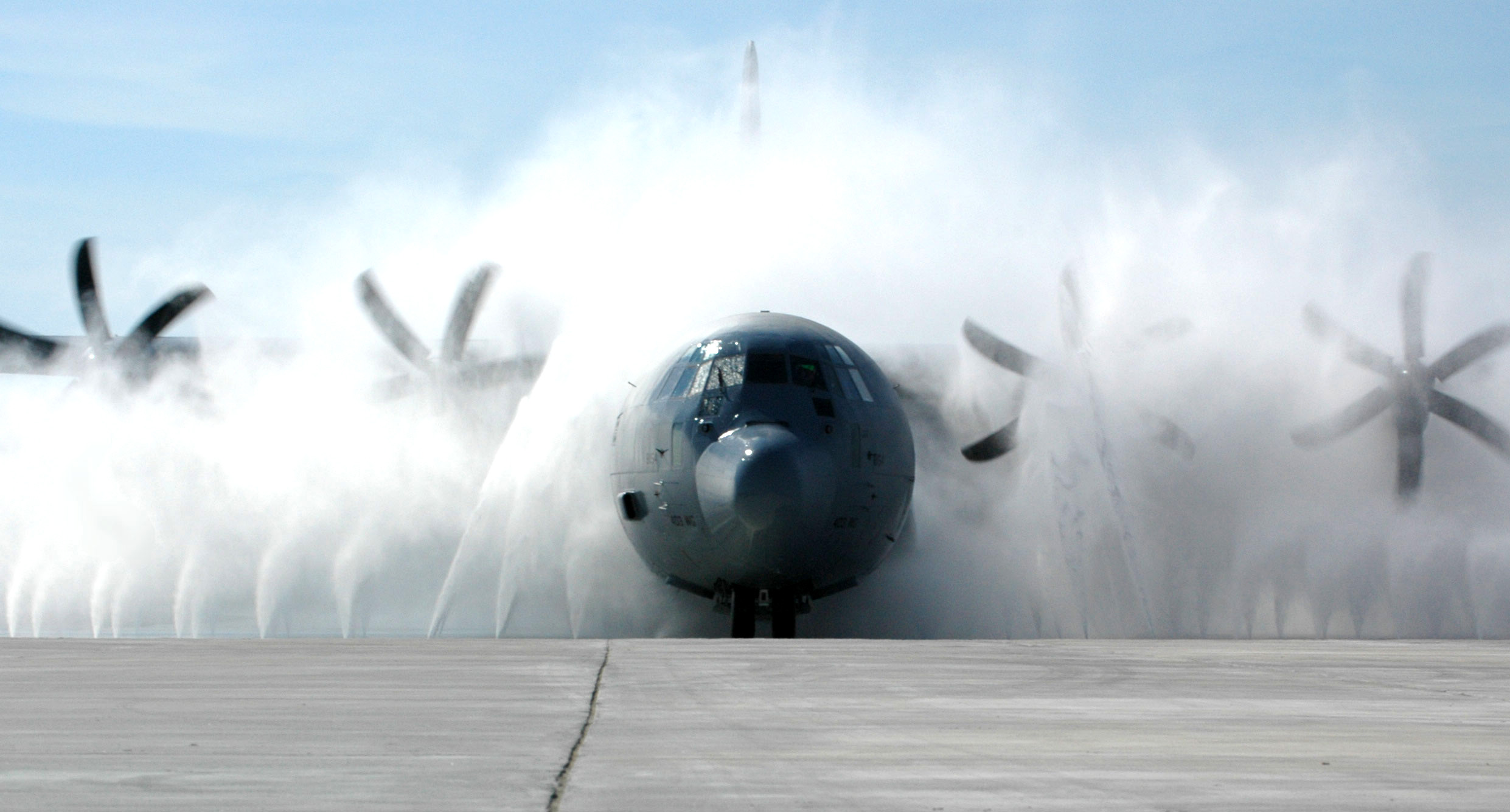
Un C-130J Super Hercules estadounidense siendo limpiado con un nuevo sistema de lavado en la Base aérea Keesler de la Fuerza Aérea, Misisipi.

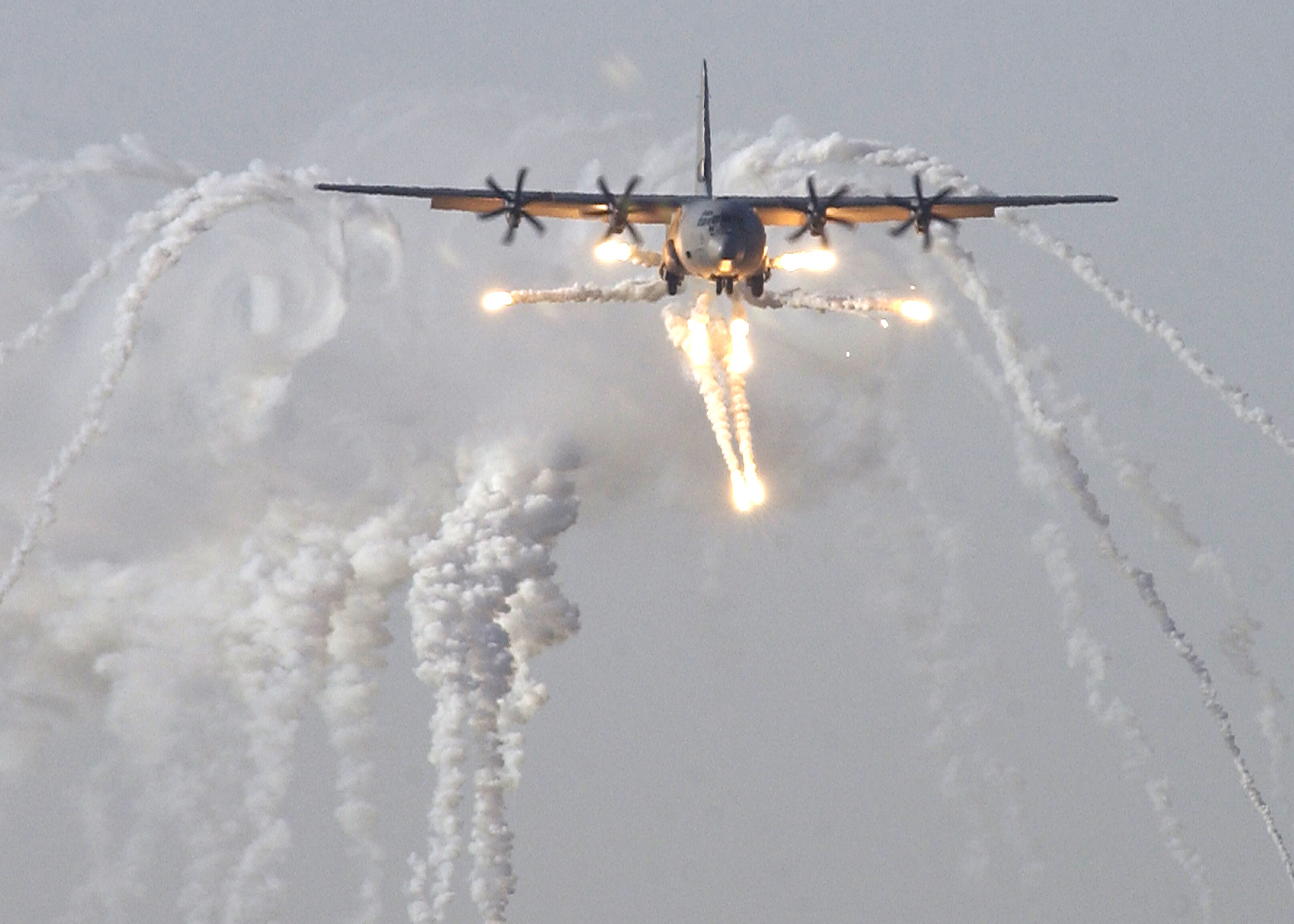
Un C-130J Hercules británico lanzando contramedidas defensivas antes de ser la primera aeronave de la coalición en aterrizar en la pista militar del Aeropuerto Internacional de Bagdad cuando fue abierto de nuevo en 2003.

El mayor operador del nuevo modelo del Hercules es la Fuerza Aérea de los Estados Unidos (USAF), que está pidiendo el avión en números crecientes. Los aviones pedidos por la USAF incluyen los que son para el Mando de Reserva de la Fuerza Aérea y la Guardia Aérea Nacional. Los demás operadores actuales del C-130J son el Cuerpo de Marines de los Estados Unidos, los Guardacostas de los Estados Unidos, la Real Fuerza Aérea británica, la Real Fuerza Aérea Australiana, la Fuerza Aérea Danesa, la Real Fuerza Aérea Noruega y la Aeronautica Militare. Los pedidos del C-130J Super Hercules han alcanzado los 186 aviones encargados en diciembre de 2006.
Lockheed Martin ha ofrecido el arrendamiento de 4 aviones C-130J Super Hercules a la Luftwaffe alemana, mientras espera por el nuevo avión de transporte militar Airbus A400M que sustituirá al antiguo Transall C-160, y cuyas entregas estaban programadas para empezar en 2010, pero la oferta fue rechazada.[cita requerida]
La Fuerza Aérea India adquirió seis C-130J a principios de 2008 por 1059 millones de US$. Esta adquisición forma parte del acuerdo con el Gobierno de los Estados Unidos bajo el programa Foreign Military Sales Program (FMS), y la India mantiene opciones para comprar seis de estos aviones adicionales para sus fuerzas especiales, para realizar operaciones combinadas entre el ejército y la fuerza aérea.
Las Fuerzas Canadienses firmaron un contrato con Lockheed Martin para 17 aviones C-130J-30 nuevos por 1400 millones de US$ el 16 de enero de 2008, como parte del proceso de intención de sustituir sus modelos CC-130E y H existentes. El C-130J será oficialmente designado CC-130J Hercules en servicio canadiense.
La Fuerza Aérea Mexicana planea adquirir 2 aeronaves C-130J-30 para poder ampliar su capacidad de transporte de carga, para tener un sistema logístico fuertemente equipado junto con la nueva flota de aviones de carga militar.
La Real Fuerza Aérea Noruega ha decidido adquirir cuatro C-130J para reforzar su capacidad de transporte cuando se descubrieron que sus C-130 de cuarenta años de antigüedad eran inservibles durante un cambio de ala. El primer avión fue entregado en noviembre de 2008.
La Fuerza Aérea Iraquí ha pedido seis C-130J-30 nuevos, mientras que la Fuerza Aérea Israelí está estudiando la posibilidad de adquirir nueve C-130J-30.
En el primer trimestre del año 2010, la Fuerza Aérea Tunecina ha adquirido dos C-130J Super Hercules, que serían entregados entre 2013 y 2014.

## Variantes

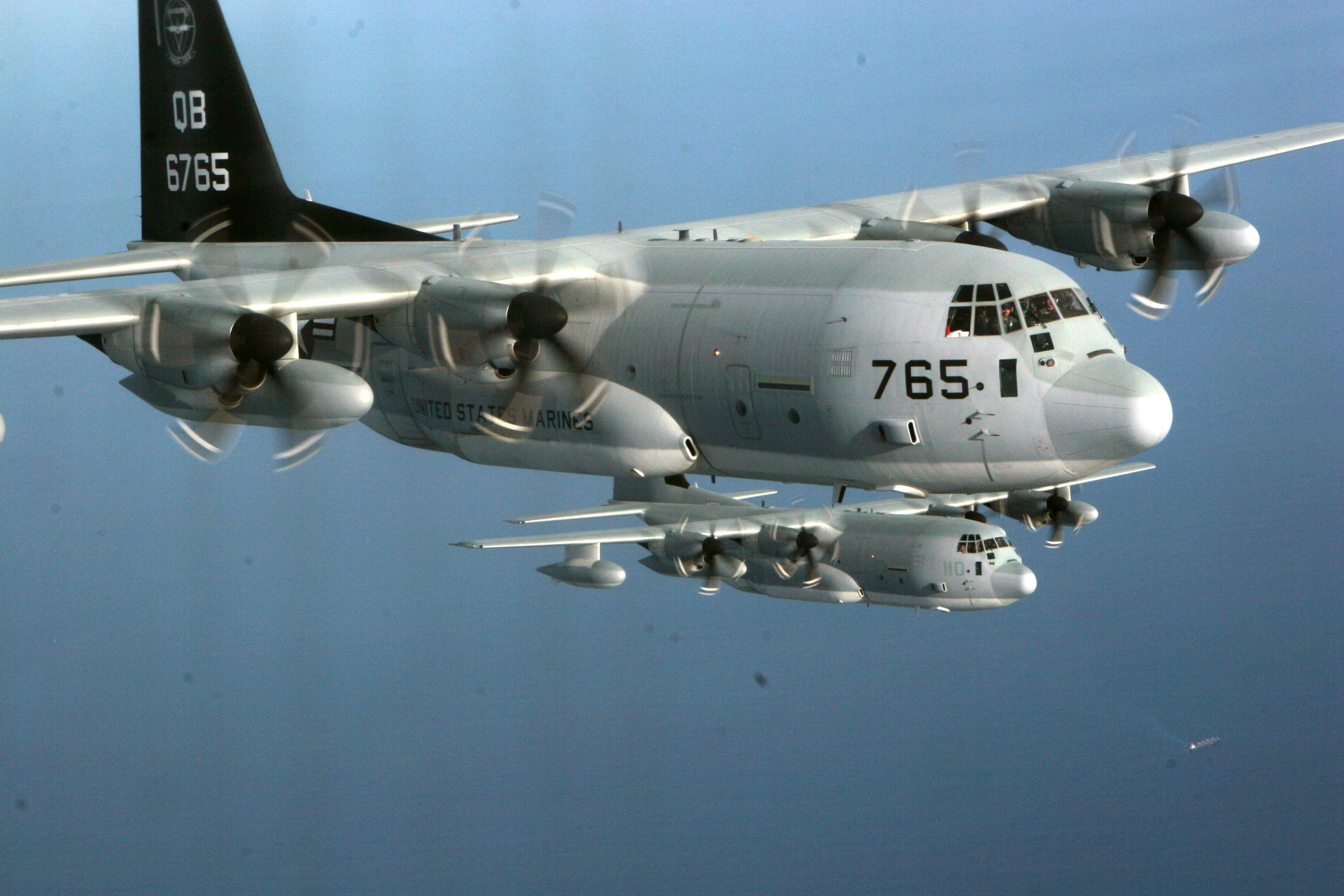
Dos KC-130J del VMGR-352 del Cuerpo de Marines de los Estados Unidos en un ejercicio de entrenamiento.

C-130J
Avión de transporte táctico.
C-130J-30
Variante con el fuselaje alargado 15 pies (~5 metros).
KC-130J
Avión cisterna para reabastecimiento en vuelo y transporte táctico para el Cuerpo de Marines de los Estados Unidos.
WC-130J
Versión de reconocimiento meteorológico ("Hurricane Hunter") para el Mando de Reserva de la Fuerza Aérea.
EC-130J
Variante de mando para el Mando de Operaciones Especiales de la Fuerza Aérea operada por la Guardia Nacional Aérea de Pennsylvania.
HC-130J
Variante de patrulla y salvamento aire-agua de largo alcance para los Guardacostas de los Estados Unidos.
CC-130J Hercules
Designación de las Fuerzas Canadienses para el C-130J.
Hercules C4
Designación de la Royal Air Force para el C-130J-30.
Hercules C5
Designación de la Royal Air Force para el C-130J.

## Operadores
Alemania
- Luftwaffe: 6 C-130J pedidos.[25]

 Arabia Saudita

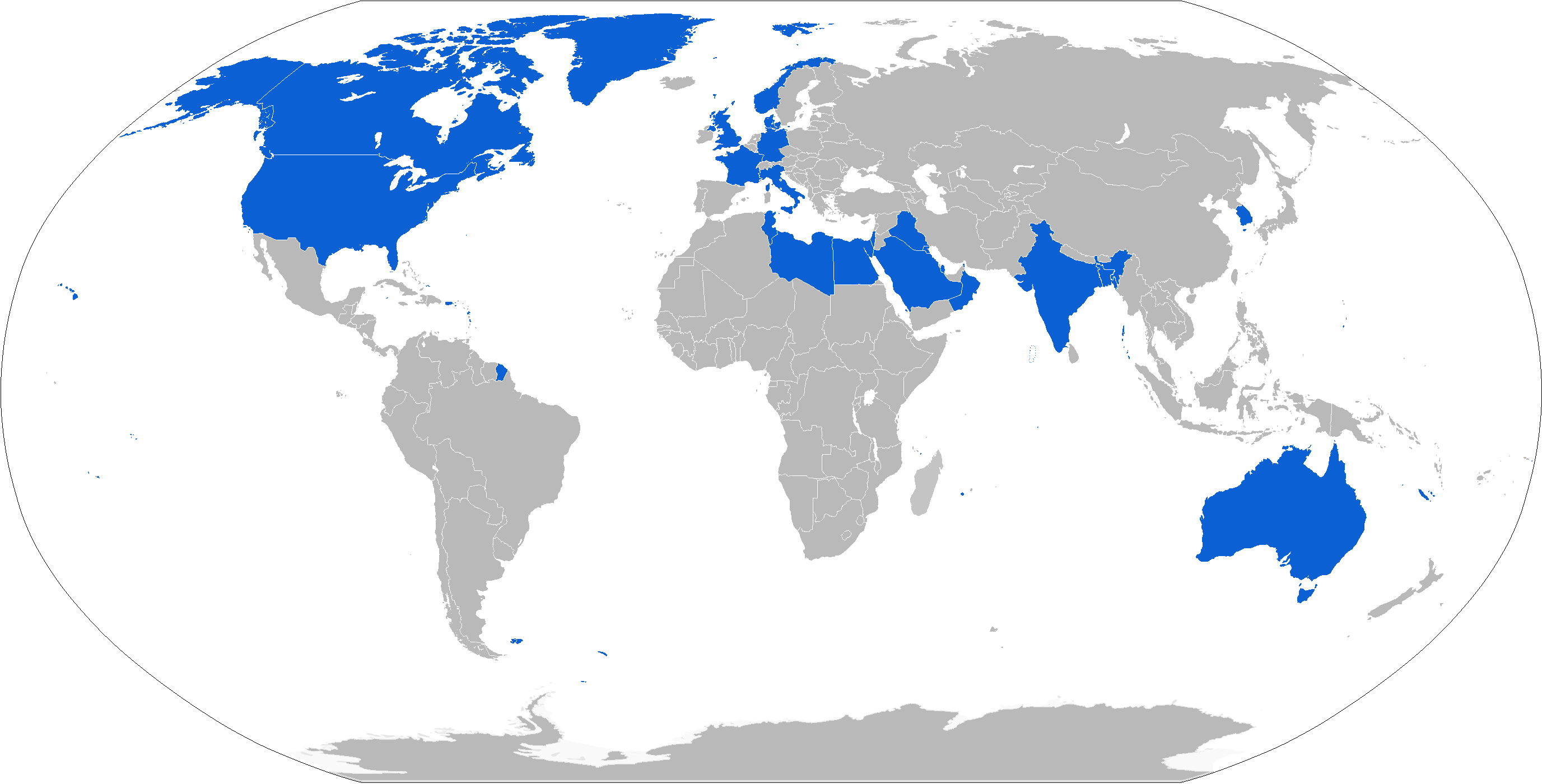
Operadores del C-130J.

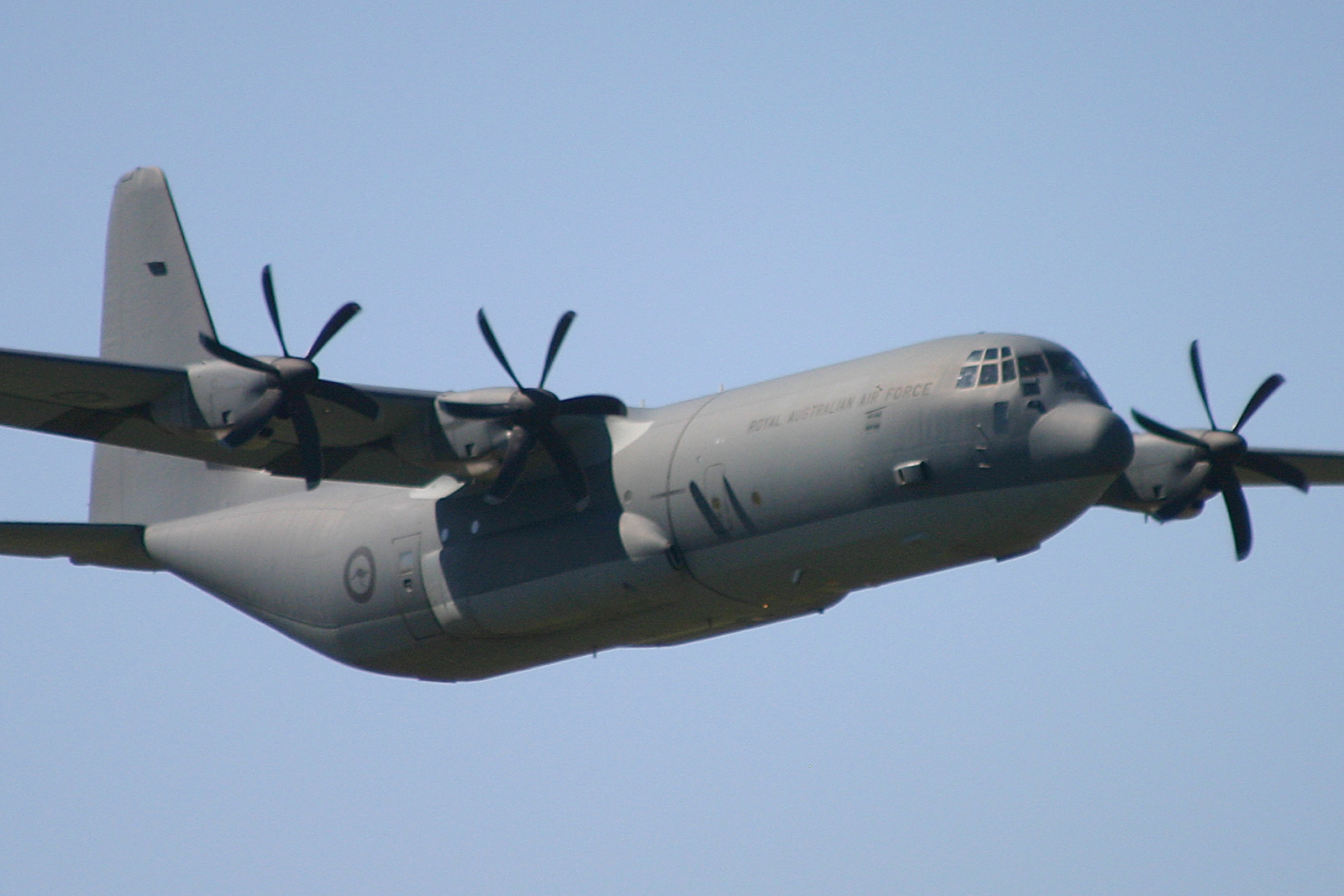
Un C-130J de la Real Fuerza Aérea Australiana.

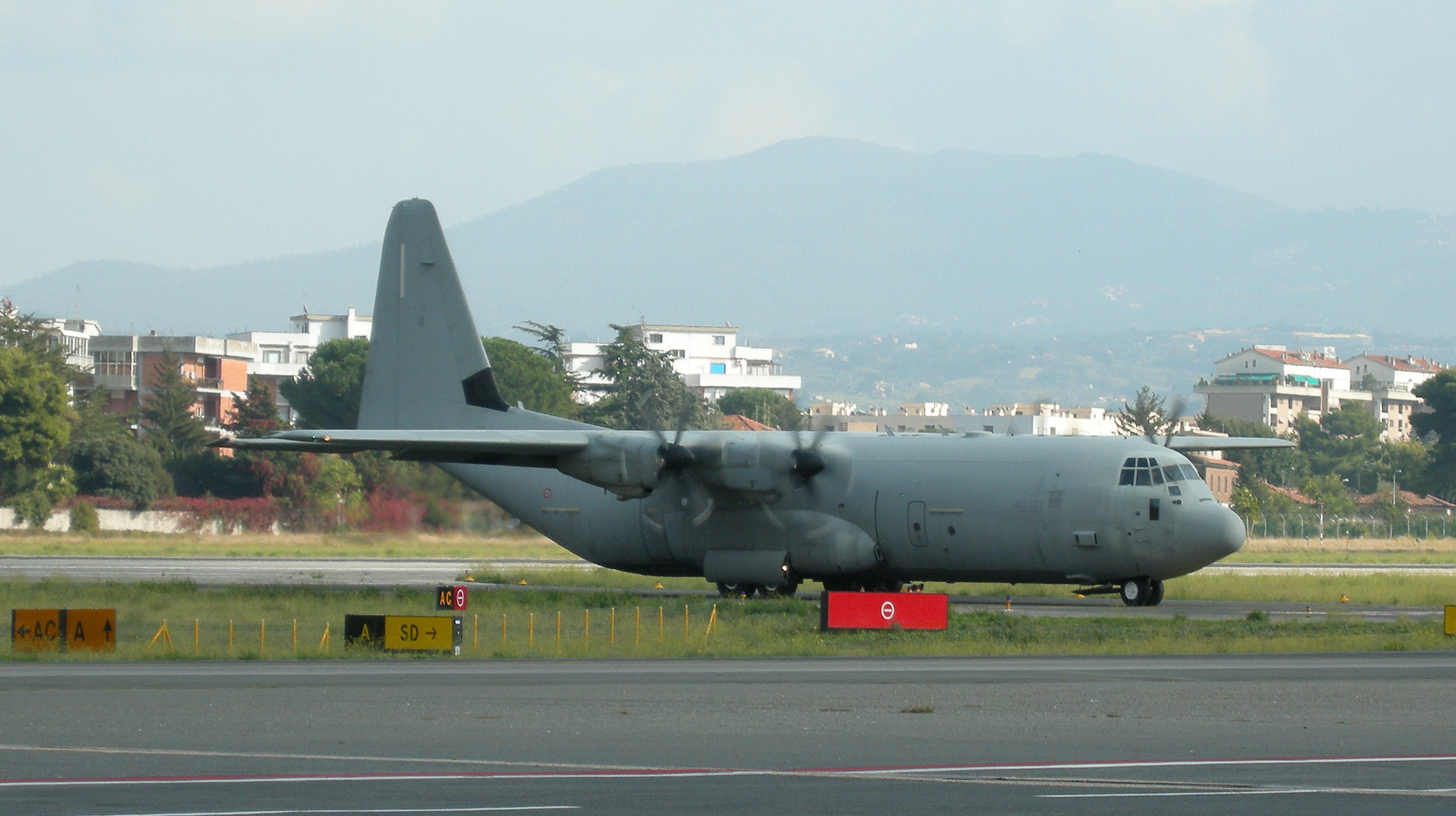
Un C-130J de la Fuerza Aérea Italiana.

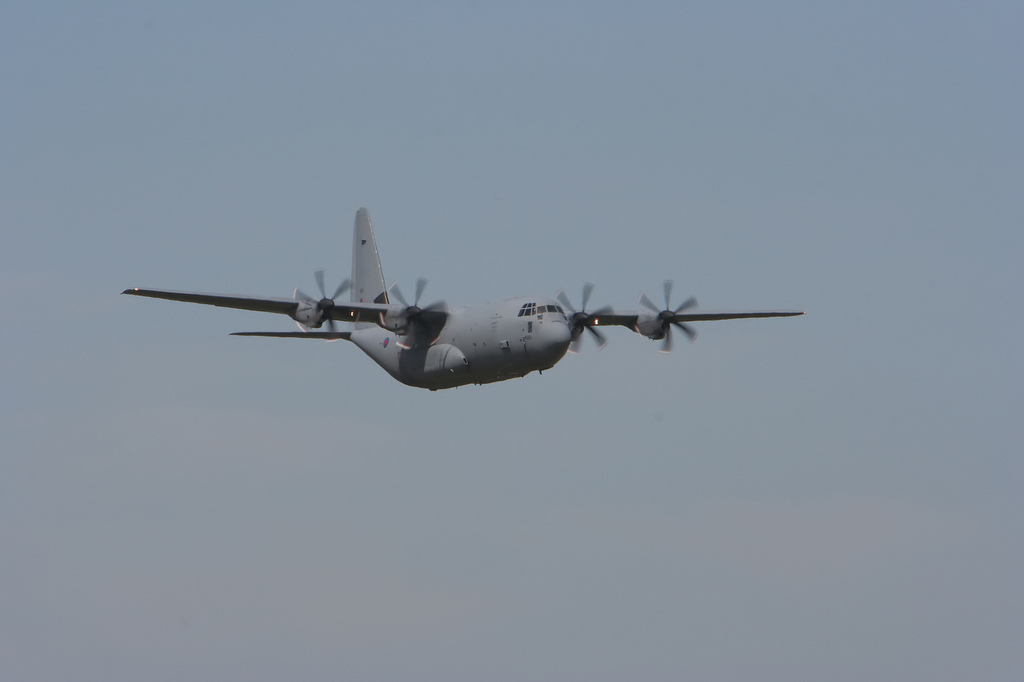
Un Lockheed Martin Hercules C5 del Escuadrón No30 de la Royal Air Force.

- Real Fuerza Aérea Saudí: 2 KC-130J.

 Australia
- Real Fuerza Aérea Australiana: 12 unidades.[26]

 Canadá
- Fuerzas Canadienses: 17, en operación desde 2014.

 Corea del Sur
- Fuerza Aérea de la República de Corea: 4 C-130J-30.[27]

 Dinamarca
- Fuerza Aérea Danesa: 4, en servicio desde enero de 2014.

 Egipto
- Fuerza Aérea Egipcia: dos C-130J, que empezarán a ser entregados en 2019.[28]

 Estados Unidos
- Fuerza Aérea de los Estados Unidos: 125 (32 activos, 22 en la Guardia Aérea Nacional, 11 en el Mando de Reserva de la Fuerza Aérea).[29]
- Guardacostas de los Estados Unidos: 6 unidades.
- Cuerpo de Marines de los Estados Unidos: 46 KC-130J.

 Francia
- Armée de l'air: dos C-130J y dos KC-130J con entregas para 2017-2018.[30][25] El primer C-130J entró en servicio en enero de 2018.[31]

 India
- Fuerza Aérea India: 6, cinco en servicio, uno se estrelló en 2014.[32]

 Irak
- Fuerza Aérea Iraquí: tres C-130J-30 en servicio, con tres por entregar.[33][34]

 Israel
- Fuerza Aérea Israelí: 6 C-130J-30.[35][36]

 Italia
- Aeronautica Militare: 22 (12 C-130J y 10 C-130J-30, con 6 kits de transformación en KC-130J).[37] Uno de ellos se perdió en un accidente con cinco víctimas mortales, en noviembre de 2009.[38]

 Kuwait
- Fuerza Aérea de Kuwait: 3 KC-130J pedidos, con opción a 3 más.

 Libia
- Fuerza Aérea Libia: 2 C-130J-30 pedidos.[39]

 Noruega
- Real Fuerza Aérea Noruega: 4 C-130J que reemplazarán a 6 C-130H. El primero fue entregado en noviembre de 2008.

 Nueva Zelanda
- Real Fuerza Aérea de Nueva Zelanda: 5  C-130J-30 pedidos en mayo de 2020. Primera entrega estimada 2024.[40]

 Omán
- Real Fuerza Aérea de Omán: 1 C-130J-30 en servicio. 2 más C-130J pedidos.

 Catar
- Fuerza Aérea Catarí: 4 C-130J-30.[41]

 Reino Unido
- Royal Air Force: 24 unidades.[42]

 Túnez
- Fuerza Aérea Tunecina: 2 unidades a entregar entre 2013 y 2014.[24]

### Futuros operadores potenciales
México
- El 29 de diciembre de 2023, la Secretaría de Hacienda y Crédito Público (SHCP) publicó la cartera de inversión para el programa “Fortalecer la Capacidad de Transporte Aéreo”, con la finalidad de obtener los recursos necesarios para la adquisición de 2 (dos) aviones de transporte pesado multipropósito tipo C-130J Super Hercules de reciente fabricación,[43] para cubrir las necesidades actuales de la Fuerza Aérea Mexicana.

 Perú
- Fuerza Aérea del Perú: fue confirmado el inicio de las gestiones de adquisición de dos primeras aeronaves C-130J de seis requeridas para la Fuerza Aérea del Perú, a fin de atender sus necesidades de transporte de carga, vuelos de acción cívica y atención de desastres, así como táctico-militares;[44] asimismo está previsto el incremento de aeronaves de la nueva flota de aviones de carga militar C27-J Spartan (Baby Hercules) recientemente adquiridos y por adquirir.

## Especificaciones (C-130J)
Referencia datos: USAF C-130 Hercules fact sheet The International Directory of Military Aircraft, 2002/03

### Características generales
- Tripulación: de 3 a 6 (al menos 2 pilotos y 1 jefe de carga; también suelen formar parte de la tripulación 1 jefe de carga adicional y 1 navegador)
- Capacidad: 

  - 92 pasajeros o
  - 64 soldados aerotransportados o

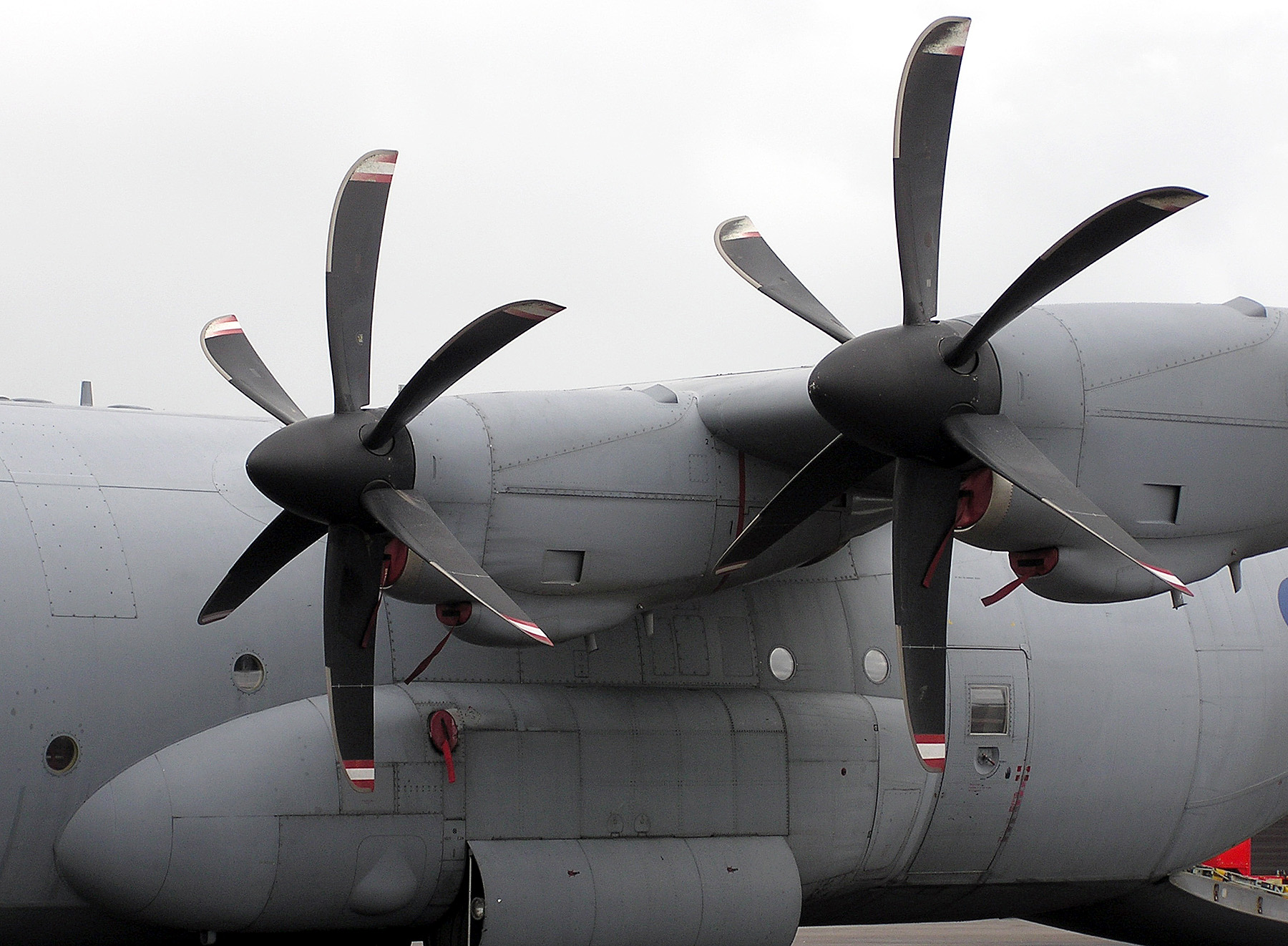
Turbohélices de un Hercules C4 (C-130J-30) de la Royal Air Force.

  - 74 camillas con 2 asientos médicos o
  - 2-3 Humvees o 1 Transporte Blindado de Personal M113
- Carga: 21 770 kg (19 900 kg en el C-130J-30)
- Longitud: 29,79 m (34,69 m el C-130J-30)
- Envergadura: 40,4 m (132,6 ft)
- Superficie alar: 162,1 m² (1744,9 ft²)
- Peso vacío: 34 274 kg (75 539,9 lb)
- Peso cargado: 70 305 kg (154 952,2 lb)
- Peso máximo al despegue: hasta 79 378 kg
- Planta motriz: 4× turbohélice Rolls-Royce AE 2100D3.
  - Potencia: 3458 kW (4768 HP; 4702 CV) cada uno.
- Hélices: 1× Dowty Rotol R391 compuesta, de 6 palas por motor.

### Rendimiento
- Velocidad nunca excedida (Vne): 671 km/h (417 MPH; 362 kt)
- Velocidad máxima operativa (Vno): 643 km/h (400 MPH; 347 kt)
- Alcance: 5250 km (2835 nmi; 3262 mi)
- Techo de vuelo: 8615 m (28 264 ft) con una carga de 19 090 kg
- Distancia de despegue: 953 m con un peso bruto de 70 300 kg

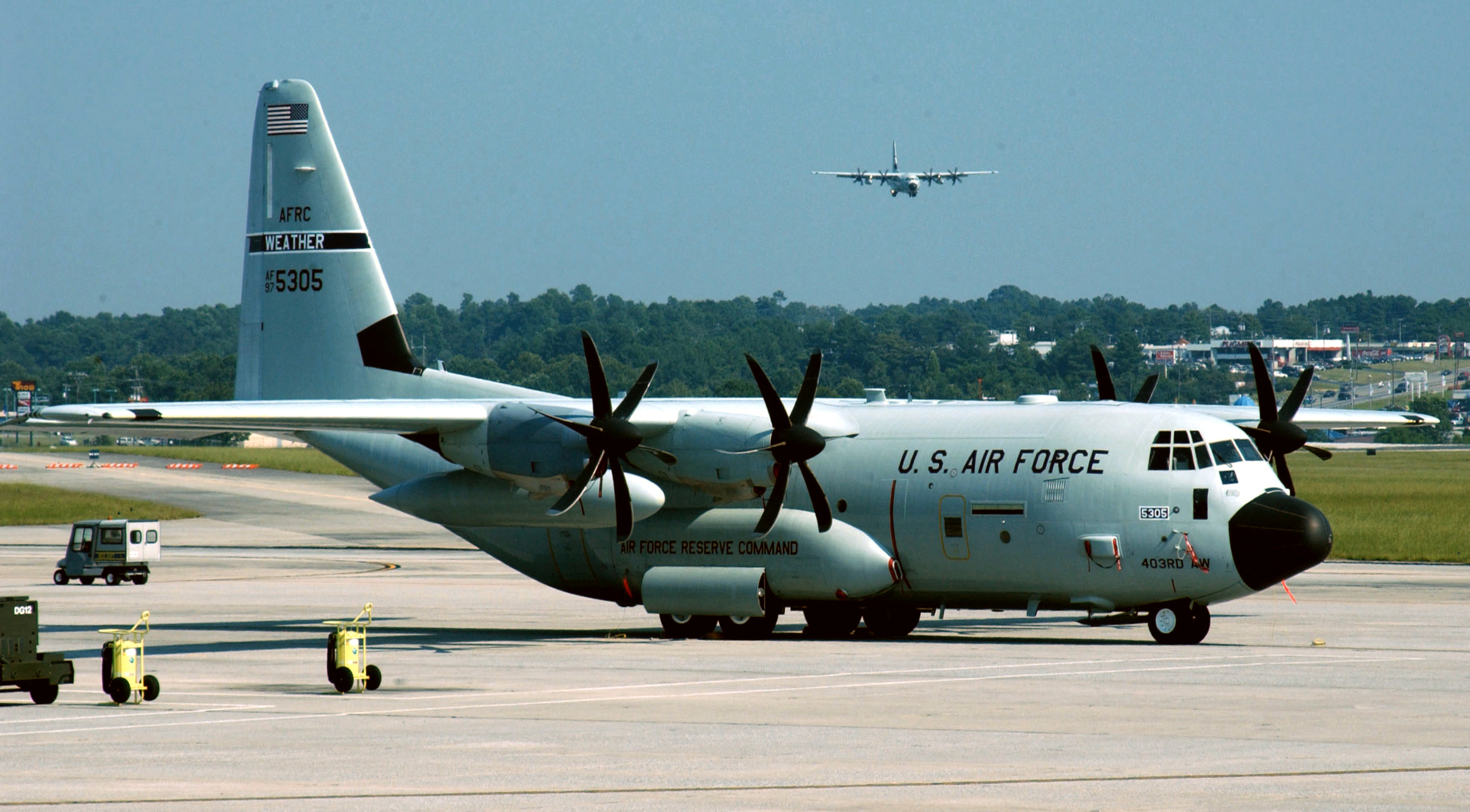
Un WC-130J Hercules, versión de reconocimiento meteorológico.

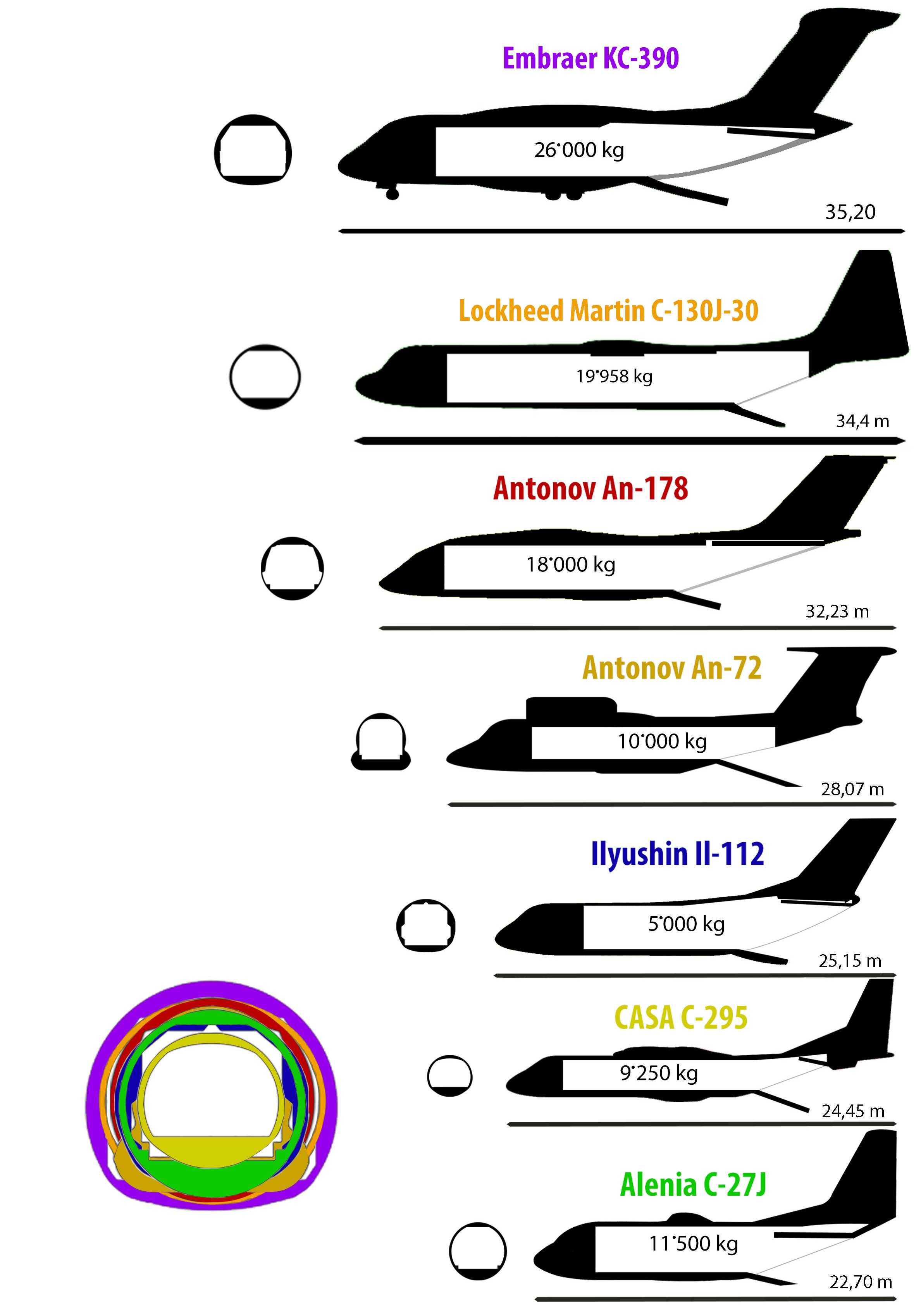
Comparación de aviones de transporte medio

## Aeronaves relacionadas

### Desarrollos relacionados
- Lockheed C-130 Hercules
- Lockheed AC-130
- Lockheed DC-130
- Lockheed EC-130
- Lockheed HC-130
- Lockheed LC-130
- Lockheed MC-130
- Lockheed WC-130

### Aeronaves similares
- Embraer KC-390
- Kawasaki C-2
- Antonov An-70
- Airbus A400M

### Secuencias de designación
- Secuencia C-_ (Aviones de Carga del USAAS/USAAC/USAAF/USAF, 1924-1962): ← C-127 (II) - C-128 - C-129 - C-130/J - C-131 - C-132 - C-133 →